# 南通师范高等专科学校
南通师范高等专科学校，成立于1902年的普通专科学校，位于江苏省南通市经济开发区育贤路2号。

## 概述
南通师范高等专科学校前身是1902年张謇创办的通州民立师范学校。1953年转为公立，改名江苏省南通师范学校。1958年，它与创办于1905年的南通女子师范学校合并。1999年3月25日，南通师范高等专科学校与南通教育学院合并。2005年4月，与海门师范学校合并组建为南通高等师范学校。2014年1月，经江苏省人民政府批准升格为南通师范高等专科学校，同年9月与如皋高等师范学校合并办学，组建新的南通师范高等专科学校。